# 德黑兰会议
德黑蘭會議（英語：Tehran Conference，代號：Eureka）是由美國總統羅斯福、英國首相邱吉爾、蘇聯共產黨總書記斯大林自1943年11月28日至12月1日舉行的戰略會議，地點在伊朗首都德黑蘭的蘇聯大使館。該會議是第一個由同盟國「三巨頭」（美國、英國、蘇聯）領袖召開的第二次世界大戰會議，後於1943年11月22日至26日召開的開羅會議，先於1945年的雅爾達會議和波茲坦會議。雖然三位領袖有各自的目的，但仍在會議上達成了向德國發動第二波攻擊的共識。該會議也討論了同盟國與土耳其和伊朗的關係、在南斯拉夫的軍事行動、對抗日本等等。除了簽訂關於對德作戰和戰後事項的宣言和協定，三巨頭還簽訂了承認伊朗獨立的宣言。

## 前因
當德蘇戰爭於1941年6月爆發時，邱吉爾向蘇聯提供了援助，並於7月12日對此簽署了一項協議，兩國的代表在倫敦和莫斯科之間來回往返，以完成此項支援。在英苏入侵伊朗、美國於1941年12月加入戰爭後，三國的代表也在華盛頓進行了會面。美國和英國並組建聯合參謀長團來協調兩國的軍事行動和他們對蘇聯的支援。然而，世界大戰引發的後果、同盟國間缺乏一致策略、歐亞間分配資源的複雜度，皆未得到妥善處理，並很快地引起了西方同盟國與蘇聯之間的相互猜疑。難題發生在對德國發動第二波攻勢以減輕德國對蘇聯紅軍造成的壓力，也發生在互相支援──英國和蘇聯兩者都期望得到美國的信賴和物資援助，而美國和英國之間存在著不停歇的緊張局勢，美國無意以戰爭的勝利讓大英帝國得到支持。並且，美國和英國都尚未準備讓史達林在東歐擁有自行決定權。此外，三者在如何對付德國的問題上沒有一致的政策。邱吉爾、羅斯福、史達林雖然透過電報和特使溝通這些事項，但很明顯的，當面直接協商是迫切需要的。

## 主要決議
1. 成立聯合國代替國際聯盟。
2. 蘇聯可得波蘭東部一些土地作為報酬。
3. 通過了在1944年5月1日以前在歐洲開闢第二戰場的決定，即諾曼底登陸。
4. 苏联承诺，在对德战争结束后，参加对日作战，但要求以获得整个库页岛为回报。

## 相關条目
- 卡薩布蘭卡會議
- 開羅會議
- 雅尔塔会议
- 波茨坦会议